# Domenico Emanuelli
Domenico Emanuelli (Roma, 5 ottobre 1910 – Roma, 8 settembre 1950) è stato un medico e politico italiano, Laureato in medicina, viene eletto nelle file del Partito Comunista Italiano nella I Legislatura. Muore nello svolgimento del mandato, ed il posto vacante viene occupato da Pietro Ingrao.

## Biografia
Figlio di un noto imprenditore romano, rimane orfano all'età di 15 anni e a causa di un'infezione mal curata gli viene amputata una gamba. Accolto dalla famiglia della sorella, si laurea nel 1934 e successivamente viene assunto all'Ospedale di Santo Spirito.
Allo scoppio della Seconda guerra mondiale si trasferisce con la moglie a Tarquinia, dove viene nominato primario dell'ospedale cittadino.
Antifascista attivo, diventa intermediario tra le forze alleate e le forze partigiane dell'alto Lazio. Nominato sindaco di Tarquinia dal generale Harold Alexander, il 21 giugno 1944, viene confermato dalle elezioni del 1946. Eletto alla Camera dei deputati nella I Legislatura, muore prematuramente per un male incurabile.